# إي إيه سبورتس يو إف سي 2
إي إيه سبورتس يو إف سي 2 (بالإنجليزية: EA Sports UFC 2)‏ هي لعبة فيديو قتال لفنون القتال المختلطة تم تطويرها بواسطة إي أيه كندا، وتم نشرها في مارس 2016 بواسطة إلكترونيك آرتس لأجهزة بلاي ستيشن 4 وإكس بوكس ون.

## وصلات خارجية
- الموقع الرسمي